# Bathyvitiazia pettibonae
Bathyvitiazia pettibonae är en ringmaskart som beskrevs av Kirkegaard 1995. Bathyvitiazia pettibonae ingår i släktet Bathyvitiazia och familjen Polynoidae.
Artens utbredningsområde är havet kring Nya Zeeland. Inga underarter finns listade i Catalogue of Life.